# Pé de Guerra
Pé de Guerra é um romance infanto-juvenil de Sonia Robatto publicado em 1996 no Brasil.

## Sinopse
Pé de Guerra é um romance histórico que aborda os horrores da Segunda Guerra Mundial a partir do ponto de vista de Camila, uma menina de 7 anos que mora na cidade de Salvador. A menina, no começo da narrativa, está diante de um impasse: ao mesmo tempo em que, traumatizada com a guerra real, se vê as voltas com tropas aliadas desembarcando na Bahia, tem pesadelos com submarinos alemães e revive flashs das batalhas, ainda trava um conflito com sua consciência por saber que terá que considerar seu vizinho Hans, filho de alemães, como um inimigo.